# Gelatoporiaceae
Gelatoporiaceae Miettinen, Justo & Hibbett – rodzina grzybów należąca do rzędu żagwiowców (Polyporales).

## Charakterystyka
Owocniki rozpostarte. Hymenofor poroidalny. System strzępkowy monomityczny rzadko dimityczny. W strzępkach występują sprzążki. Zarodniki szkliste, gładkie, nieamyloidalne, niedekstrynalne, cienkościenne, rzadko lekko grubościenne. Brak cystyd, ale mogą występować cystydiole. System kojarzenia heterotaliczny, dwubiegunowy lub czterobiegunowy. Saprotrofy powodujące białą zgniliznę drewna.
W 2012 roku Miettinen i Rajchenberg wprowadzili w obrębie żagwiowców (Polyporales) nazwę „Cinereomyces clade”, obejmującą niewielką grupę grzybów poliporoidalnych powodujących białą zgniliznę drewna. Dalsze analizy Binder i innych potwierdziły, że klad ten reprezentuje odrębną linię żagwiowców, którą później opisano jako rodzinę Gelatoporiaceae. Szczegółowe badanie rodzajów w tej rodzinie popisują Miettinen i Rajchenberg w 2012 r.

## Systematyka
Pozycja w klasyfikacji według Index Fungorum: Gelatoporiaceae, Polyporales, Incertae sedis, Agaricomycetes, Agaricomycotina, Basidiomycota, Fungi.
Według Index Fungorum bazującego na Dictionary of the Fungi do rodziny Gelatoporiaceae należą rodzaje:
- Cinereomyces Jülich 1982
- Gelatoporia Niemelä 1985
- Obba Miettinen & Rajchenb. 2012
- Sebipora Miettinen 2012